# Giuseppe Carbone
Giuseppe Carbone (Messina, 7 febbraio 1939) è un ex ballerino, coreografo e direttore artistico italiano.

## Biografia
Allievo di Giuseppe Urbani, è stato primo ballerino del Teatro dell'Opera di Bonn dal 1962 al 1970 e in questi anni ha cominciato a maturare esperienze da coreografo; parallelamente all'attività sulle scene, dal 1968 al 1970 ha diretto anche la compagnia. Nel 1969 ha vinto il primo di tre Premio Positano Léonide Massine e, di ritorno in Italia, dal 1971 al 1973 ha danzato come primo ballerino al Teatro La Fenice, dirigendone anche il corpo di ballo; in questo periodo ha curato le coreografie delle opere Don Giovanni, La Wally, La traviata, Madama Butterfly e Turandot, oltre a coreografare i balletti La falena, Itineraires, Enea e La follia d'Orlando. Nei due anni seguenti invece ha diretto il corpo di ballo del Teatro Regio di Torino.
Tra il 1975 e il 1979 ha diretto il Cullberg Ballet a Stoccolma, per cui ha creato anche coreografie originali. Tornato in Italia, è stato nominato direttore del Corpo di Ballo del Teatro alla Scala, rimanendo in carica fino al 1981. Nel periodo della sua direzione, il corpo di ballo del Piermarini danzò per la prima volta al Metropolitan Opera House, insieme a quattro artisti ospiti: Rudol'f Nureev, Margot Fonteyn, Carla Fracci e Paolo Bortoluzzi. Nel 1982 ha rimpiazzato Roberto Fascilla alla direzione del Corpo di Ballo dell'Arena di Verona. In questa veste ha curato allestimenti di alto profilo, tra cui, nel 1985, una riprese di Giselle con le coreografie originali di Jean Coralli e Jules Perrot con Carla Fracci ed Elisabetta Terabust nel ruolo dell'eponima protagonista. Dopo altri due anni con la compagnia di danza dell'Arena di Verona, nel 1991 è tornato a dirigere la compagnia della Scala per un biennio; la scelta della direzione ha causato dissapori con Nureev, che aveva già avuto problemi con Carbone a Verona, tanto che il danzatore sovietico decise di ritirare la proprie coreografie dal repertorio scaligero. Carbone avrebbe diretto la compagnia milanese per un terzo e ultimo mandato nel 1998. Dal 2009 al 2010 ha sostituito Anna Razzi alla direzione del Corpo di Ballo del Teatro San Carlo di Napoli.
Dalla moglie Iride Sauri ha avuto tre figli: Alessio, ex premier danseur del Balletto dell'Opéra di Parigi, Beatrice, ex solista del corpo di ballo del Teatro alla Scala, e Alvise, ex ballerino di flamenco.